# Driestreepzanger
De driestreepzanger (Basileuterus tristriatus) is een zangvogel uit de familie Parulidae (Amerikaanse zangers).

## Verspreiding en leefgebied
Deze soort telt acht ondersoorten:
- B. t. daedalus: westelijk Colombia en westelijk Ecuador.
- B. t. sanlucasensis
- B. t. auricularis: van centraal Colombia tot westelijk Venezuela.
- B. t. meridanus: noordwestelijk Venezuela.
- B. t. bessereri: noordelijk Venezuela.
- B. t. pariae: noordoostelijk Venezuela.
- B. t. baezae: het oostelijke deel van Centraal-Ecuador.
- B. t. tristriatus: van zuidelijk Ecuador tot centraal Peru.